# Alva (namn)

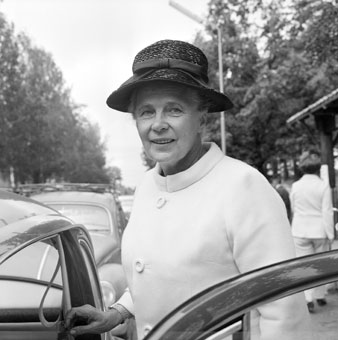
Alva Myrdal

Alva är ett fornnordiskt kvinnonamn, bildat av ordet alv/alf (mytologiskt väsen). Det kan också vara en kortform av namn som börjar på Alv- och Alf-, till exempel Alfhild. De maskulina motsvarigheterna är Alf och Alvar. Alva kan även vara en engelsk form av det irländska namnet Ailbhe, som kommer från det iriska ordet albho som betyder vit. Namnet bars av en kvinnlig krigare i en irländsk legend.
Det äldsta kända belägget av Alva i Sverige är från år 1845. Namnet var populärt kring förra sekelskiftet (1900) och har under 2000-talet åter blivit populärt. Den 31 december 2019 fanns det totalt 18 603 personer folkbokförda i Sverige med namnet Alva, varav 14 505 bar det som tilltalsnamn.
Alva/Alvah är också ett bibliskt mansnamn som betyder "hans höghet". Namnet omnämns i GT, som en avkomling till Esau.
Namnsdag i Sverige: 3 september, (1986–1992: 18 september, 1993–2000: 21 juni). I den finlandssvenska namnsdagslängden har Alva namnsdag 21 februari sedan 1973.

## Personer med namnet Alva

### Kvinnor
- Alva Garbo, svensk skådespelerska
- Alva Lundin, svensk konstnär
- Alva Myrdal, svensk politiker, statsråd och diplomat, mottagare av Nobels fredspris

### Män
- Alva Adams, amerikansk politiker
- Alva B. Adams, amerikansk politiker
- Thomas Alva Edison, amerikansk uppfinnare
- Alva J. Fisher, amerikansk uppfinnare
- Alva M. Lumpkin, amerikansk politiker

## Fiktiva personer med namnet Alva
- Pigan Alva i Madicken av Astrid Lindgren